# Fraccionamiento 18 de Marzo
Fraccionamiento 18 de Marzo är en ort i Mexiko.   Den ligger i kommunen Sahuayo och delstaten Michoacán de Ocampo, i den centrala delen av landet, 400 km väster om huvudstaden Mexico City. Fraccionamiento 18 de Marzo ligger 1 544 meter över havet och antalet invånare är 693.
Terrängen runt Fraccionamiento 18 de Marzo är kuperad åt sydväst, men åt nordost är den platt. Runt Fraccionamiento 18 de Marzo är det ganska glesbefolkat, med 47 invånare per kvadratkilometer. Närmaste större samhälle är Jiquílpan de Juárez, 1,0 km söder om Fraccionamiento 18 de Marzo. I omgivningarna runt Fraccionamiento 18 de Marzo växer huvudsakligen savannskog.